# L'Été 68
Albums de Léo Ferré
Léo Ferré chante Baudelaire
(1967) Récital 1969 en public à Bobino
(1969)
Singles
1. La Nuit
Sortie : 1969
2. Pépée
Sortie : 1969
3. C'est extra
Sortie : 1969

L'Été 68 est un album de Léo Ferré paru début 1969. Sans titre à l'origine, l'usage a fini par l'identifier par celui de la quatrième chanson de la première face, qui évoque le sentiment de liberté et l'espoir immense de l'immédiat après-Mai.

## Caractéristiques artistiques
Pour cet album Léo Ferré met en musique trois poésies tirées de son recueil Poète... vos papiers ! (paru en 1957) : Madame la misère, À toi, Le Testament. Il puisera à nouveau dans ce corpus l'année suivante pour l'album Amour Anarchie.
L'album contient plusieurs chansons emblématiques de l'artiste : Pépée, chanson tragique adressée à la mémoire de la défunte chimpanzé avec laquelle le poète a vécu pendant huit ans, Les Anarchistes, interprétée pour la première fois sur la scène de la Mutualité lors du gala annuel de la Fédération anarchiste le 10 mai 1968 (première nuit des barricades au Quartier latin) et C'est extra, un de ses plus gros succès commerciaux.
Seuls deux titres font ici allusion aux évènements de Mai 68 : L'Été 68 et Comme une fille.

## Titres
Textes et musiques sont de Léo Ferré. 
| 1. | La Nuit          | 4:19 |
| 2. | Madame la misère | 2:29 |
| 3. | Pépée            | 4:32 |
| 4. | L'Été 68         | 2:00 |
| 5. | L'Idole          | 4:14 |

| 6.  | Le Testament    | 4:10 |
| 7.  | C'est extra     | 3:49 |
| 8.  | Les Anarchistes | 3:13 |
| 9.  | À toi           | 4:18 |
| 10. | Comme une fille | 2:19 |

## Historique des éditions
- Référence originale 33 tours vinyl 30 cm - sans titre - Barclay réf. 80 383
- Réédition vinyl dans la série Barclay en 14 volumes : vol. 8 L'été 68 / Pépée -  Barclay réf. 90 308
- Réédition en CD - Barclay 537 733-2

## Production
- Arrangements et direction musicale : Jean-Michel Defaye
- Prise de son : Gerhard Lehner
- Supervision : Richard Marsan
- Crédits visuels : Hubert Grooteclaes